# 寺本薫
寺本 薫（てらもと かおる）は、日本の漫画家。徳島県出身。
成人向け漫画やアンソロジー等への参加時は寺元薫名義のときもある。
同人作家として同人活動も行っており「Fate/stay night」「マリア様がみてる」等の同人誌を発表している。
4コマ漫画主要4社（芳文社・竹書房・双葉社・一迅社）全ての萌え4コマ誌のいずれかで連載または掲載経験を持ったことのある唯一の作家である（萌え4コマ専門誌を持たない竹書房は、専門誌を代替するWeb4コマコミックの連載としての扱い。なお萌え4コマ折衷誌に当たる『まんがライフMOMO』においても読み切り作品『となりのえみりさん。』が掲載されたことがある）。

## 作品リスト
- ちびでびっ!　（『まんがタイムきららキャラット』）（芳文社）
- Recht~レヒト~　（『まんがタイムきららフォワード』）（芳文社）
- ふるーつメイド　（『もえよん』→『まんがタウンオリジナル』→『ケータイまんがタウン』）（双葉社）
- Warning!（『まんが4コマKINGSぱれっと』）（一迅社）
- はじめ×くろす　（『まんがライフWIN』）（竹書房）
- おへんろ。（原作：ufotable、『ファミ通コミッククリア』）（角川グループパブリッシング）